# Comuna de Luzino
Luzino (polaco: Gmina Luzino) é uma gminy (comuna) na Polónia, na voivodia de Pomerânia e no condado de Wejherowski. A sede do condado é a cidade de Luzino.
De acordo com os censos de 2004, a comuna tem 12 469 habitantes, com uma densidade 111,4 hab/km².

## Área
Estende-se por uma área de 111,94 km², incluindo:
- área agricola: 50%
- área florestal: 42%

## Demografia
Dados de 30 de Junho 2004:
|                      | Total   | Total | Mulheres | Mulheres | Homens  | Homens |
| -------------------- | ------- | ----- | -------- | -------- | ------- | ------ |
|                      | pessoas | %     | pessoas  | %        | pessoas | %      |
| População            | 12 469  | 100   | 6154     | 49,4     | 6315    | 50,6   |
| Densidade (pop./km²) | 111,4   | 100   | 55       | 55       | 56,4    | 56,4   |

De acordo com dados de 2005, o rendimento médio per capita ascendia a 1985,94 zł.

## Comunas vizinhas
- Gniewino, Linia, Łęczyce, Szemud, Wejherowo